# 卡爾·雷納
卡尔·雷納（1922年3月20日—2020年6月29日）是一位美国喜剧家、演员、导演与作家。他的职业生涯持续了将近70年。
在他早期的的电视喜剧生涯中，从1950年到1957年，他合作撰写并出演了喜剧演员席德·西泽主演的《Caesar's Hour》和《Your Show of Shows》。1960年，雷納主要是在进行创作者、制片人、作家、演员相关的工作，如出演電視情境喜劇《迪克·范·戴克秀》。此外，他还是一位成功的电影导演和作家，曾经与史提夫·馬丁在1970年代有过合作，并导演出过马丁最成功的几部电影之一，包括1979年的《大笨蛋》。
他的助手茱蒂·納吉（Judy Nagy）向《綜藝》透露，雷納已於2020年6月29日在比佛利山的家中自然逝世，享耆壽98歲。

## 外部連結
- 卡爾·雷納在互联网电影资料库（IMDb）上的資料（英文）